# Christiane Völling
Christiane Völling, née le 17 avril 1959, est la première personne intersexe qui ait gagné un procès à propos d'une intervention chirurgicale décrite comme une réassignation sexuelle non consentie,. La Cour régionale de Cologne lui a accordé 100 000 euros de réparations.

## Histoire
Völling est née en 1959 avec des chromosomes sexuels XX, habituellement associés avec une identité de femme ; elle était probablement porteuse aussi d'hyperplasie congénitale des surrénales. Ses organes intimes sont atypiques et elle est considérée et élevée comme un garçon. Elle connaît une puberté précoce, marquée par un fort développement physique qui inclut la pousse d'une barbe. Alors qu'elle a 14 ans, à l'occasion d'une appendicectomie, les soignants constatent qu'elle possède tous les organes féminins, y compris les ovaires et les trompes de Fallope. Malgré l'absence de tissus testiculaires, les médecins diagnostiquent chez Völling la présence concomitante d'organes masculins et féminins. Les soignants informent Völling de la présence d'organes féminins et lui déclarent qu'elle est femme à 60%. En réaction à cette annonce, la patiente développe des troubles psychiques. Son génome typiquement féminin est détecté en 1977 mais les résultats ne lui sont pas communiqués. Le regard qu'elle porte sur sa propre sexualité et sur son orientation sexuelle sont analysés puis, lorsqu'elle a 18 ans, elle subit une opération le 12 août 1977 pour faire retirer ses organes féminins, y compris ceux servant à la reproduction. D'après les rapports médicaux, elle était opérée pour « testovarectomie » — l'ablation des tissus à la fois testiculaires et ovariens — cependant, elle ne présentait aucun tissu testiculaire. Le chef de service note dans ses registres que l'analyse des tissus a détecté : « anatomie féminine normale, avec un utérus pré-pubertaire, des ovaires de taille normale, vagin borgne ». Pendant un temps, Völling continue de se considérer comme un homme puis elle fait sa transition et elle s'identifie comme femme. En 2006, elle obtient les rapports médicaux la concernant et découvre d'une part que son analyse chromosomique lui a été cachée et d'autre part, la nature de l'opération chirurgicale menée en 1977.

## «Re: Völling»: litige devant la Cour régionale de Cologne
Christiane Völling porte l'affaire devant la Cour régionale de Cologne. En amont du jugement du  6 février 2008, elle déclare qu'elle ne s'est pas trouvée en mesure de formuler un consentement éclairé, ou de réellement comprendre la nature de l'opération chirurgicale menée en 1977. Elle estime qu'un traitement médical adéquat lui aurait permis de vivre en tant que femme, y compris sur le plan de la sexualité et de la procréation. Elle a dû vivre dans un genre qui ne lui convenait pas et, de surcroît, elle subit les conséquences de cette stérilisation et d'une reconstruction de l'urètre qui lui cause des infections urinaires récidivantes et des troubles urinaires.
Le chirurgien ayant mené l'opération se défend en déclarant qu'il s'est fondé sur les diagnostics émis par des spécialistes. Il estime par ailleurs que Völling, au lieu de présenter un « corps naturellement féminin », était en phase de masculinisation (en) et que ses organes sexuels étaient « profondément atrophiés ». D'après le chirurgien, l'opération correspondait aux souhaits, à la fois pressants et largement documentés, de la patiente. Certaines données diagnostiques ne lui ont pas été communiquées pour des motifs thérapeutiques, directement liés à sa santé psychique.
Le Tribunal a déclaré que cette opération chirurgicale n'était pas déterminée par des risques sanitaires graves ou aigus. Le médecin n'avance aucun motif valable pour sa rétention d'informations complètes sur le diagnostic, d'autant que ce dernier a établi que Völling ne présentait aucun caractère intersexe : l'opération ne visait donc pas à préserver les organes déjà présents, mais à éliminer entièrement les seuls organes sexuels qu'elle possédait. Tant sur le plan génétique que physique, Völling est une femme. Il n'était pas acceptable de refuser la communication du diagnostic à la patiente pour des motifs thérapeutiques comme « l'intervention prévue à l'origine a considérablement évolué en cours d'opération ».
La Cour conclut que « le défendeur, en toute illégalité, par un acte délibéré et coupable, a lésé la santé de la plaignante en éliminant ses organes sexuels féminins » alors qu'elle n'avait pas pleinement consenti à la nature, à la portée et à l'étendue de l'opération. Völling a reçu 100 000 euros à titre de réparation.
La Commission internationale de juristes estime que ce cas constitue « un exemple de personne ayant subi une réassignation sexuelle sans son consentement éclairé ». L'affaire a été proche d'atteindre les limites du délai de prescription.
En parallèle de ce jugement, Völling a adressé à la Cour une demande formelle pour officialiser le changement de son état-civil concernant son nom et son sexe en tant que femme.

## Ouvrage
- (de) Christiane Völling, Ich war Mann und Frau. Mein Leben als Intersexuelle [« I Was Man and Woman. My Life as an Intersexual »], Fackelträger Verlag, 25 août 2010 (ISBN 978-3-7716-4455-0)